# Chlorakne

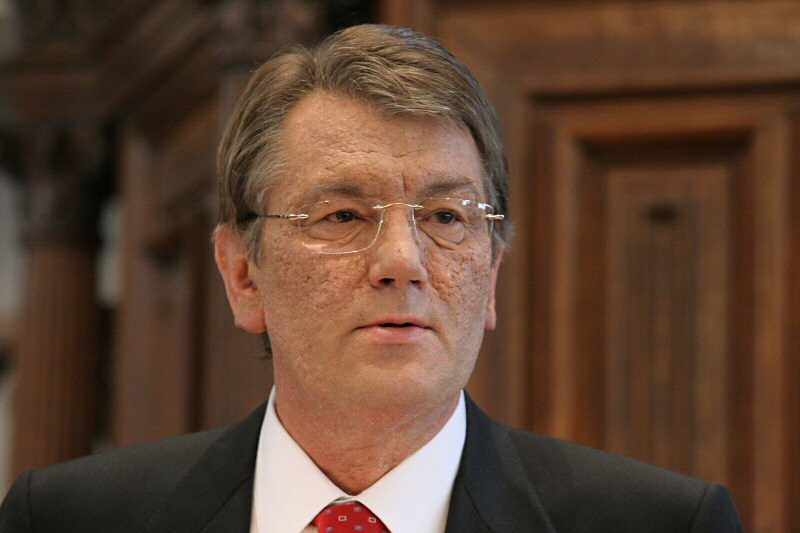
Beispiel: Wiktor Juschtschenko, der 2004 Opfer eines Giftanschlags wurde.

Die Chlorakne (auch Chlorarylakne) ist ein Subtyp der Acne venenata.

## Ursachen
Chlorakne ist Symptom einer Vergiftung durch chlorierte Kohlenwasserstoffe, wie etwa Chlornaphthaline, Chlorphenol / Pentachlorphenol oder polychlorierte Dibenzodioxine und Dibenzofurane. Nach direktem Hautkontakt, oral zugeführt oder als Dampf inhaliert, kann es zur Bildung aknetypischer Läsionen kommen. Die Hautveränderungen treten besonders im Gesicht und an Körperregionen auf, die mit den Chlorverbindungen in Kontakt kommen.

## Verbreitung
Die Chlorakne tritt vorwiegend bei Arbeitern der Elektro- und Chemieindustrie auf (die durch perchlorierte Naphthaline verursachte sogenannte Pernakrankheit), beim Umgang mit Holzschutzmitteln, die Pentachlorphenol enthalten, und nach technischen Störfällen. Auch Chemieunfälle können Auslöser für eine Chlorakne sein.

## Symptome und Beschwerden

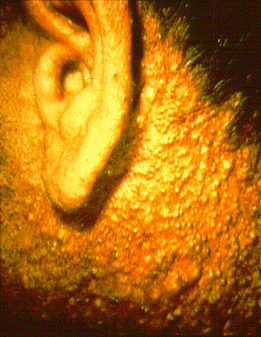
Chlorakne am Nacken eines Arbeiters in der Herbizid-Produktion

Die Symptomatik ist gekennzeichnet durch follikuläre Hyperkeratosen, also Verdickungen der Hornschicht in den Haarbälgen, Komedonen oder auch Knoten, Abszesse oder Zysten.

## Folgen und Komplikationen
Größere entzündliche Läsionen wie Knoten, Abszesse und Zysten können nach Abheilung Narben hinterlassen.
Vergiftungstypische Veränderungen an den inneren Organen und am zentralen Nervensystem können körperliche Funktionen beeinträchtigen und ggf. zum Tod führen, z. B. durch Krebs.

## Behandlung
Eine Chlorakne muss als chronische Erkrankung angesehen werden, da sie, wenn überhaupt, oft erst nach Jahren geheilt ist. Die Behandlung der Chlorakne ähnelt der Therapie bei einer normalen Akne, u. a. mit der Gabe von Retinoiden, bei entzündlichen Prozessen mit antientzündlichen Mitteln und später mit einer Kältetherapie. Auch plastische Verfahren, wie eine Dermabrasion (Hautabtragung) oder ein Peeling werden zur Behandlung verwendet.

## Geschichte
Der Begriff Chlorakne wurde durch Karl Herxheimer in Anlehnung an die schon bekannte Brom- oder Iodakne geprägt. Er hatte Arbeiter untersucht, die bei Griesheim-Elektron in der Chloralkali-Elektrolyse beschäftigt und an einer starken Akne erkrankt waren. Dort war 1890 ein neues Verfahren eingeführt worden, bei dem sich Chlor an Kohlen-Anoden abschied. Wie heute bekannt ist, entstanden dabei auch polychlorierte Dibenzodioxine und Dibenzofurane. Herxheimer ging davon aus, dass Chlor selbst der Auslöser dieser Krankheit sei. Bald gerieten aber gechlorte Teerderivate in den Verdacht, Chlorakne zu verursachen. Als Aufnahmeweg wurde das Verdauungssystem erkannt, allerdings führte das Verfüttern von gechlorten Teerderivaten an Versuchstiere nicht zu Chlorakne, sondern zu unspezifischen Vergiftungen. Karl Bernhard Lehmann empfahl, nur Arbeiter mit „widerstandsfähiger“ Haut zu beschäftigen. Dazu kamen Arbeitsschutzmaßnahmen wie das Wechseln der Arbeitskleidung, Duschen oder die Belüftung der Arbeitsräume. Nach einer Verfahrensumstellung bei der Chloralkali-Elektrolyse verschwanden die Fälle von Chlorakne 1905 schlagartig.
Während des Ersten Weltkriegs traten bei zahlreichen Arbeitern, die Filter für Gasmasken herstellten, Chlorakne-ähnliche Symptome auf. Das Filtermaterial wurde mit perchlorierten Naphthalinen getränkt, daher der Name Perna-Krankheit. Abgase und Stäube bei der Herstellung wurden schließlich durch Absauganlagen ins Freie geleitet, allerdings erkrankte dadurch das Vieh auf den umliegenden Weiden. Nach dem Krieg verwendete man perchlorierte Naphthaline bei der Herstellung von Zündern für den Bergbau, auch hier gab es Erkrankungsfälle, zumal die Unternehmen nicht über die Gefahren aufgeklärt worden waren. Der preußische Landesgewerbearzt Ludwig Teleky erkannte 1927, dass die Gefährlichkeit gechlorter Naphthaline mit dem Chlorierungsgrad anstieg und forderte die Aufgabe der Verwendung gechlorter Kohlenwasserstoffe bei der Herstellung von Zündern. Dennoch stieg der Bedarf an gechlorten Naphthalinen weiter an, vor allem bei der Herstellung neuartiger Konsumgüter wie Radios wurden sie verwendet. In den USA konnte 1936 nachgewiesen werden, dass die gelbe Leberatrophie auf diese Stoffe zurückging. Während des Zweiten Weltkriegs verwendete man in den USA perchlorierte Naphthaline, um Schiffe gegen Magnetminen zu schützen. Wegen der Gesundheitsschäden mussten die Werftarbeiter mit Gewalt an ihre Arbeitsplätze gebracht werden.
Nach dem Zweiten Weltkrieg gab es einige Unfälle bei der Herstellung von Chlorphenolen, die zu Chlorakne bei den Arbeitern führten. Bei Boehringer in Hamburg erkrankten 1954 alle Beschäftigten in der Trichlorphenol-Herstellung an Chlorakne. Kurz vorher war das Herstellungsverfahren auf den sogenannten „Druckphenolprozess“ umgestellt worden. An der Hautklinik des Universitätsklinikums Hamburg-Eppendorf versuchte der Assistenzarzt Karl-Heinz Schulz zunächst erfolglos, mit Hilfe des Kaninchenohrtests die verursachende Substanz einzugrenzen. Als 1956 Wilhelm Sandermann, Hans Stockmann und Reinhard Casten am Institut für Holzchemie der Bundesforschungsanstalt für Forst- und Holzwirtschaft in Reinbek bei Hamburg erstmals 2,3,7,8-Tetrachlordibenzodioxin (TCDD) synthetisierten, trat bei Sandermann und einem Laboranten ebenfalls Chlorakne auf. Durch weitere Versuche von Schulz und Boehringer-Mitarbeitern konnte TCDD eindeutig als Auslöser der Chlorakne bei der Herstellung von Trichlorphenol festgestellt werden. Boehringer stellte die Chlorphenolproduktion 1957 auf das „Niedertemperatur-Verfahren“ um, bei dem deutlich weniger Dioxin entsteht. Diese Erkenntnis wurde zwar nicht veröffentlicht, aber Boehringer wies andere Chemieunternehmen auf die Vorteile des neuen Verfahrens hin.
Nach dem Sevesounglück 1976 erkrankten nach offizieller Zählung 187 Kinder an Chlorakne. Die Erkrankungsfälle traten in mehreren Wellen auf. Es konnte nicht geklärt werden, ob Kinder empfindlicher als Erwachsene auf Dioxine reagieren oder ob es für sie spezifische Aufnahmewege, beispielsweise über Spielplätze, gibt. Die Bevölkerung der betroffenen Gebiete wurde in drei Screenings auf Chlorakne untersucht. Nach etwa zwei Jahren war der Anteil der Chlorakne-Fälle in Seveso nicht mehr auffällig. Bis auch die schweren Fälle von Chlorakne abgeheilt waren, dauerte es zehn Jahre oder länger.
Auf den ukrainischen Politiker Wiktor Juschtschenko wurde im September 2004 ein Giftanschlag mit 2,3,7,8-Tetrachlordibenzodioxin verübt, was bei ihm eine Chlorakne auslöste.